# Gaudete et exsultate
(Vangelo secondo Matteo 5,12; citato nell'incipit di Gaudete et exsultate.)
Gaudete et exsultate, in italiano Rallegratevi ed esultate, è la terza esortazione apostolica di papa Francesco. Benché porti la data del 19 marzo 2018, solennità di San Giuseppe, il testo è stato reso pubblico solo il 9 aprile successivo.

## Contenuto
In quest'esortazione viene affrontato il tema della chiamata alla santità nel mondo contemporaneo e sono condannati lo gnosticismo e il pelagianesimo attuali, "due concezioni con le quali non sono possibili né dialogo né confronti" e che, secondo la Chiesa cattolica, caratterizzerebbero la Massoneria.
Il testo è composto da 177 paragrafi, dei quali 2 sono nell'introduzione e 175 nei 5 capitoli:
Indice
- «Rallegratevi ed esultate»

1. La chiamata alla santità
- 1.1. I santi che ci incoraggiano e ci accompagnano
- 1.2. I santi della porta accanto
- 1.3. Il Signore chiama
- 1.4. Anche per te
- 1.5. La tua missione in Cristo
- 1.6. L'attività che santifica
- 1.7. Più vivi, più umani

2. Due sottili nemici della santità
- 2.1. Lo gnosticismo attuale
  - 2.1.1. Una mente senza Dio e senza carne
  - 2.1.2. Una dottrina senza mistero
  - 2.1.3. I limiti della ragione
- 2.2. Il Pelagianesimo attuale
  - 2.2.1. Una volontà senza umiltà
  - 2.2.2. Un insegnamento della Chiesa spesso dimenticato
  - 2.2.3. I nuovi pelagiani
  - 2.2.4. Il riassunto della Legge

3. Alla luce del Maestro
- 3.1. Controcorrente
  - 3.1.1. «Beati i poveri in spirito, perché di essi è il regno dei cieli»
  - 3.1.2. «Beati i miti, perché avranno in eredità la terra»
  - 3.1.3. «Beati quelli che sono nel pianto, perché saranno consolati»
  - 3.1.4. «Beati quelli che hanno fame e sete della giustizia, perché saranno saziati»
  - 3.1.5. «Beati i misericordiosi, perché troveranno misericordia»
  - 3.1.6. «Beati i puri di cuore, perché vedranno Dio»
  - 3.1.7. «Beati gli operatori di pace, perché saranno chiamati figli di Dio»
  - 3.1.8. «Beati i perseguitati per la giustizia, perché di essi è il regno dei cieli»
- 3.2. La grande regola di comportamento
  - 3.2.1. Per fedeltà al Maestro
  - 3.2.2. Le ideologie che mutilano il cuore del Vangelo
  - 3.2.3. Il culto che Lui più gradisce

4. Alcune caratteristiche della santità nel mondo attuale
- 4.1. Sopportazione, pazienza e mitezza
- 4.2. Gioia e senso dell’umorismo
- 4.3. Audacia e fervore
- 4.4. In comunità
- 4.5. In preghiera costante

5. Combattimento, vigilanza e discernimento
- 5.1. Il combattimento e la vigilanza
  - 5.1.1. Qualcosa di più di un mito
  - 5.1.2. Svegli e fiduciosi
  - 5.1.3. La corruzione spirituale
- 5.2. Il discernimento
  - 5.2.1. Un bisogno urgente
  - 5.2.2. Sempre alla luce del Signore
  - 5.2.3. Un dono soprannaturale
  - 5.2.4. Parla, Signore
  - 5.2.5. La logica del dono e della croce

## Introduzione
L'espressione, che introduce l'esortazione apostolica, fa riferimento al discorso delle Beatitudini, in cui Gesù invita, a rallegrarsi e ad esultare, coloro che per causa sua vengono perseguitati o umiliati.
Attraverso queste parole, il Papa vuole rinnovare la chiamata alla santità nella società odierna, con le sue sfide ed opportunità, ma anche con i suoi rischi.
Nella sua riflessione, il Pontefice afferma che la santità può essere vissuta in diversi modi e propone l'esempio di Abramo, chiamato a camminare integro dinanzi a Dio.
Infine, ricorda che «Il Signore chiede tutto, e quello che offre è la vera vita, la felicità per la quale siamo stati creati. Egli ci vuole santi e non si aspetta che ci accontentiamo di un’esistenza mediocre, annacquata, inconsistente».